# 三本松駅 (奈良県)
三本松駅（さんぼんまつえき）は、奈良県宇陀市にある、近畿日本鉄道大阪線の駅である。駅番号はD47。

## 歴史
- 1930年（昭和5年）10月10日：参宮急行電鉄の榛原 - 伊賀神戸間開通時に開業[1]。
- 1941年（昭和16年）3月15日：大阪電気軌道との会社合併により、関西急行鉄道の駅となる[1]。
- 1944年（昭和19年）6月1日：会社合併により近畿日本鉄道の駅となる[1]。
- 2007年（平成19年）4月1日：PiTaPa使用開始[2]。
- 2013年（平成25年）12月21日：終日無人駅化[3]。

## 駅構造
相対式2面2線のホームを持つ地上駅。ホーム有効長は6両分。改札口は上り線側にあり、反対側の下りホームとは構内踏切で連絡している。
榛原駅管理の無人駅で、PiTaPa・ICOCA対応の自動改札機および自動精算機（回数券カードおよびICカードのチャージに対応）が設置されている。
上りホームにトイレがあったが、2023年に閉鎖・撤去された。

### のりば
| のりば | 路線     | 方向 | 行先               |
| ------ | -------- | ---- | ------------------ |
| 1      | D 大阪線 | 下り | 名張・五十鈴川方面 |
| 2      | D 大阪線 | 上り | 大阪上本町方面     |

## 停車列車
- 急行以下の一般列車が停車する[5]。当駅に停車する列車はほとんどが急行（桜井駅 - 榊原温泉口駅間各駅停車）であり、準急（河内国分駅 - 名張駅間各駅停車）、区間準急（近鉄八尾駅 - 名張駅間各駅停車）や普通列車の停車はわずかである[6]。
- 日中は急行が毎時3本、朝と夕方以降は準急・区間準急・普通列車が加わって毎時2本 - 最大5本の停車本数が確保されているが、快速急行が運行されている一部時間帯は毎時1 - 2本のみとなる[6]。

## 当駅乗降人員
近年における当駅の1日乗降人員の調査結果は以下の通り。
- 2023年11月7日：100人
- 2022年11月8日：113人
- 2021年11月9日：123人
- 2018年11月13日：151人
- 2015年11月10日：158人
- 2012年11月13日：187人
- 2010年11月9日：241人
- 2008年11月18日：246人
- 2005年11月8日：319人

## 利用状況
- 三本松駅の利用状況の変遷を下表に示す。
  - 輸送実績（乗車人員）の単位は人であり、年度での総計値を示す。年度間の比較に適したデータである。
  - 乗降人員調査結果は任意の1日における値（単位：人）である。調査日の天候・行事等の要因によって変動が大きいので年度間の比較には注意を要する。
  - 表中、最高値を赤色で、最高値を記録した年度以降の最低値を青色で、最高値を記録した年度以前の最低値を緑色で表記している。

| 年度別利用状況（三本松駅） | 年度別利用状況（三本松駅）          | 年度別利用状況（三本松駅）          | 年度別利用状況（三本松駅）          | 年度別利用状況（三本松駅）          | 年度別利用状況（三本松駅） | 年度別利用状況（三本松駅） | 年度別利用状況（三本松駅） |
| 年 度                      | 当駅分輸送実績（乗車人員）：人/年度 | 当駅分輸送実績（乗車人員）：人/年度 | 当駅分輸送実績（乗車人員）：人/年度 | 当駅分輸送実績（乗車人員）：人/年度 | 乗降人員調査結果 人/日     | 乗降人員調査結果 人/日     | 特 記 事 項                |
| -------------------------- | ----------------------------------- | ----------------------------------- | ----------------------------------- | ----------------------------------- | -------------------------- | -------------------------- | -------------------------- |
| 年 度                      | 通勤定期                            | 通学定期                            | 定期外                              | 合 計                               | 調査日                     | 調査結果                   | 特 記 事 項                |
| 1982年（昭和57年）         |                                     | ←←←←                                |                                     | 164,678                             | 11月16日                   | 710                        |                            |
| 1983年（昭和58年）         |                                     | ←←←←                                |                                     | 160,170                             | 11月8日                    | 690                        |                            |
| 1984年（昭和59年）         |                                     | ←←←←                                |                                     | 153,639                             | 11月6日                    | 705                        |                            |
| 1985年（昭和60年）         |                                     | ←←←←                                |                                     | 149,362                             | 11月12日                   | 668                        |                            |
| 1986年（昭和61年）         |                                     | ←←←←                                |                                     | 151,020                             | 11月11日                   | 644                        |                            |
| 1987年（昭和62年）         |                                     | ←←←←                                |                                     | 147,108                             | 11月10日                   | 589                        |                            |
| 1988年（昭和63年）         |                                     | ←←←←                                |                                     | 149,802                             | 11月8日                    | 618                        |                            |
| 1989年（平成元年）         |                                     | ←←←←                                |                                     | 144,011                             | 11月14日                   | 627                        |                            |
| 1990年（平成2年）          |                                     | ←←←←                                |                                     | 139,495                             | 11月6日                    | 718                        |                            |
| 1991年（平成3年）          |                                     | ←←←←                                |                                     | 139,137                             |                            |                            |                            |
| 1992年（平成4年）          |                                     | ←←←←                                |                                     | 132,590                             | 11月10日                   | 613                        |                            |
| 1993年（平成5年）          |                                     | ←←←←                                |                                     | 128,565                             |                            |                            |                            |
| 1994年（平成6年）          |                                     | ←←←←                                |                                     | 126,627                             |                            |                            |                            |
| 1995年（平成7年）          |                                     | ←←←←                                |                                     | 138,779                             | 12月5日                    | 541                        |                            |
| 1996年（平成8年）          |                                     | ←←←←                                |                                     | 135,480                             |                            |                            |                            |
| 1997年（平成9年）          |                                     | ←←←←                                |                                     | 131,739                             |                            |                            |                            |
| 1998年（平成10年）         |                                     | ←←←←                                |                                     | 118,097                             |                            |                            |                            |
| 1999年（平成11年）         |                                     | ←←←←                                |                                     | 99,986                              |                            |                            |                            |
| 2000年（平成12年）         |                                     | ←←←←                                |                                     | 96,624                              |                            |                            |                            |
| 2001年（平成13年）         |                                     | ←←←←                                |                                     | 86,922                              |                            |                            |                            |
| 2002年（平成14年）         |                                     | ←←←←                                |                                     | 82,661                              |                            |                            |                            |
| 2003年（平成15年）         |                                     | ←←←←                                |                                     | 79,682                              |                            |                            |                            |
| 2004年（平成16年）         |                                     | ←←←←                                |                                     | 75,379                              |                            |                            |                            |
| 2005年（平成17年）         | 46,170                              | ←←←←                                | 32,821                              | 78,991                              | 11月8日                    | 319                        |                            |
| 2006年（平成18年）         |                                     | ←←←←                                |                                     |                                     |                            |                            |                            |
| 2007年（平成19年）         |                                     | ←←←←                                |                                     |                                     |                            |                            |                            |
| 2008年（平成20年）         |                                     | ←←←←                                |                                     |                                     | 11月18日                   | 246                        |                            |
| 2009年（平成21年）         |                                     | ←←←←                                |                                     |                                     |                            |                            |                            |
| 2010年（平成22年）         |                                     | ←←←←                                |                                     |                                     | 11月9日                    | 241                        |                            |
| 2011年（平成23年）         |                                     | ←←←←                                |                                     |                                     |                            |                            |                            |
| 2012年（平成24年）         |                                     | ←←←←                                |                                     |                                     | 11月13日                   | 187                        |                            |

## 駅周辺

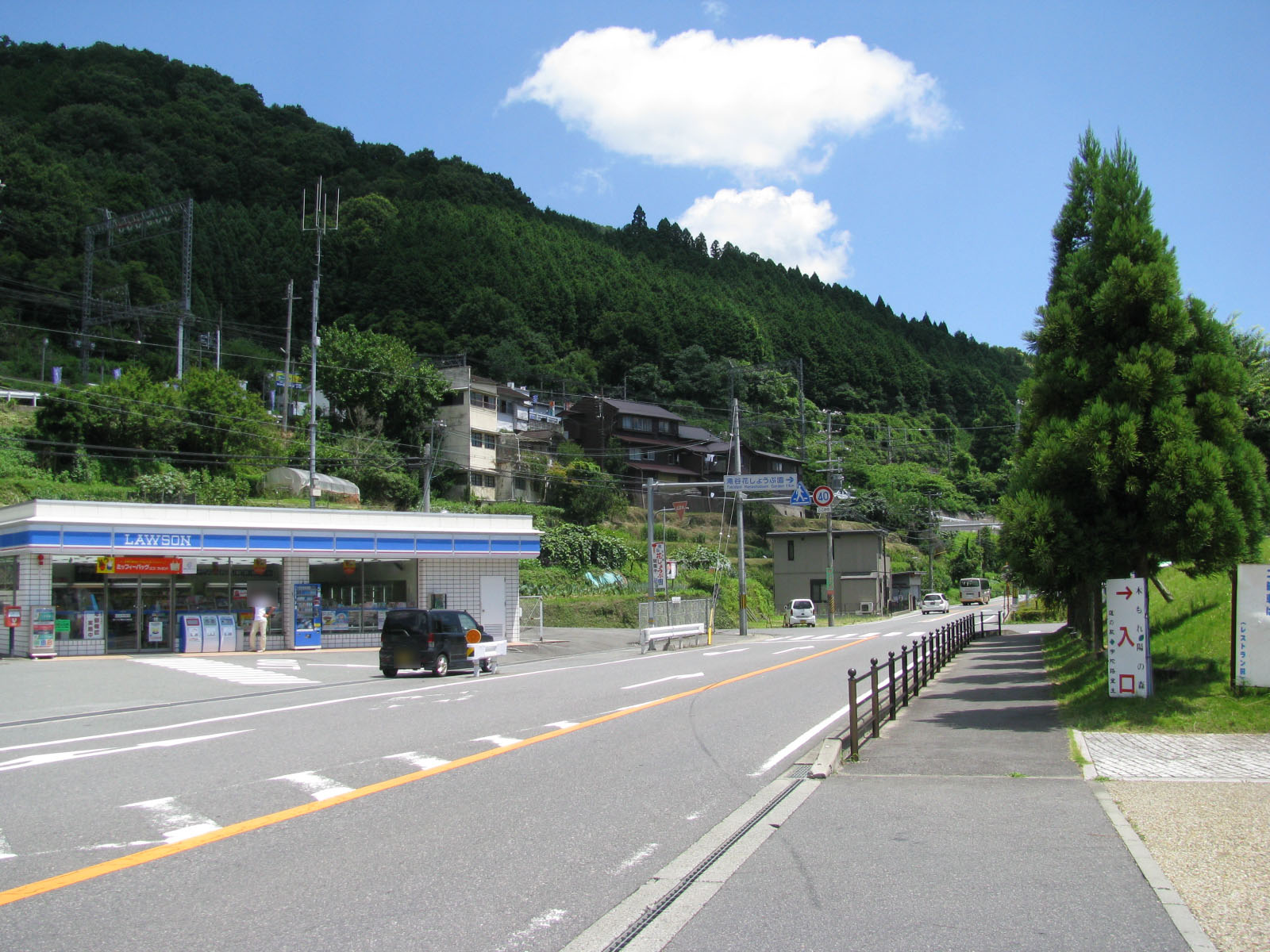
道の駅近辺から三本松駅を見る（※ローソン（室生三本松店）は2017年11月に閉店した）

- 花の郷 滝谷花しょうぶ園
- 道の駅宇陀路 室生
- 長瀬簡易郵便局
- 子安地蔵尊（安産寺）

## 隣の駅
近畿日本鉄道
D 大阪線
■快速急行
通過
■急行・■準急・■区間準急・■普通
室生口大野駅 (D46) - 三本松駅 (D47) - 赤目口駅 (D48)